# Goldberggruppe
Die Goldberggruppe ist eine Gebirgsgruppe der zentralen Ostalpen in den österreichischen Bundesländern Salzburg und Kärnten. Es erreicht seinen höchsten Punkt im Hocharn mit 3254 m ü. A. Am Gipfel des Hohen Sonnblicks befindet sich auf 3106 m ü. A. Österreichs höchstgelegene meteorologische Beobachtungsstation. Durch ihre Lage im Tauernfenster zeichnet sich die Goldberggruppe durch eine reichhaltige Geologie aus. Die teilweise vergletscherten Hochlagen sind weitgehend naturnahe und bieten Lebensräume für viele Tier- und Pflanzenarten und sind überwiegend Teil des Nationalpark Hohe Tauern. Durch Schutzhütten, ein großes Wegenetz und mehrere Wintersportgebiete ist die Goldberggruppe für den Tourismus erschlossen. Der Name bezieht sich auf den historischen Goldbergbau im hinteren Raurisertal.

## Begriffsgeschichte
Konzept und Name der Goldberggruppe wurde 1845 von Adolf Schaubach in seinem Standardwerk Die Deutschen Alpen eingeführt, als Ostgrenze diente noch der Korntauern (2459 m). Den Namen wählte Schaubach nach der Bedeutung des Bergbaus in der Gebirgsgruppe:

„Wir wählen diesen Namen [Goldberggruppe] wegen des Goldreichthums, der besonders in früheren Zeiten diese Gruppe zu einem Eldorado machte, und noch jetzt ist der Bergbau auf Gold eine Erwerbsquelle; hier liegen die höchsten Bergbauten Deutschlands [sic!] und nächst denen am Monterosa wohl die höchsten Europas.“

Anton von Ruthner führte 1864 in seinem Werk Aus der Kette der Hohen Tauern die bis heute verwendete Ostabgrenzung mit dem etwas niedrigeren Mallnitzer Tauern (2414 m) ein. Dies verkleinerte die Gebirgsgruppe von 800 km² auf 731 km².

## Umgrenzung
Die Goldberggruppe befindet sich in der östlichen Hälfte der Hohen Tauern. Im Westen der Gruppe befindet sich die Großglockner-Hochalpenstraße, im Osten der Gruppe verläuft die Tauernbahn. Die Umgrenzung der Goldberggruppe  wird nach der Alpenvereinseinteilung der Ostalpen (AVE), wo sie die Gruppe Nr. 42 darstellt, folgendermaßen gebildet:
- Salzach von Taxenbach bis Einmündung der Gasteiner Ache
- Gasteiner Ache (Gasteiner Tal) – Naßfeld – Niederer Tauern – Mallnitzbach bis zur Einmündung in die Möll
- Mölltal (zuerst ostsüdöstlich bis Winklern, dann nordwärts) bis Heiligenblut – Guttalbach – Tauernbach – Hochtor – Seidlwinkltal – Raurisertal – Taxenbach

Nach der Gebirgsgruppengliederung für das österreichische Höhlenverzeichnis nach Trimmel, in der die Gruppe die Nummer 2580 trägt, wird die Abgrenzung nicht am Mallnitzer Tauern (Naßfeld), sondern dem Hohen Tauern (Anlauftal) getroffen.
Der Südliche Teil der Goldberggruppe wird als Sadniggruppe bezeichnet.
Die Bezeichnung Sonnblickgruppe wird entweder synonym für die Goldberggruppe verwendet, oder für den nördlichen Teil der Goldberggruppe im Gegensatz zur Sadniggruppe.

## Benachbarte Gebirgsgruppen
Zusammen mit der Ankogelgruppe, der Glocknergruppe, der Schobergruppe, der Kreuzeckgruppe, der Granatspitzgruppe, der Venedigergruppe, den Villgratner Bergen und der Rieserfernergruppe bildet die Goldberggruppe die Großgruppe der Hohen Tauern.
Die Goldberggruppe grenzt an die folgenden anderen Gebirgsgruppen der Alpen:
|                | Salzburger Schieferalpen                    | Radstädter Tauern |
| Glocknergruppe | Kompassrose, die auf Nachbargemeinden zeigt | Ankogelgruppe     |
| Schobergruppe  | Kreuzeckgruppe                              |                   |

## Gliederung
Nach der Gebirgsgruppengliederung für das österreichische Höhlenverzeichnis gliedert sich die Gruppe folgendermaßen:
- Sadniggruppe im Möllknie
- Sonnblick–Böseckgruppe zwischen Hüttwinkltal und Mölltal
- Gamskarlspitzengruppe zwischen Gasteinertal und Mallnitztal (in der AVE schon zur Ankogelgruppe gezählt)
- Edelweißspitzengruppe zwischen Fuschertal und Raurisertal bis an die Salzach (in der AVE schon zur Glocknergruppe gezählt)
- Hocharngruppe zwischen Hüttwinkltal, Seidlwinkeltal und Hochtor (Großglockner-Hochalpenstraße)
- Bernkogel–Türchlwandgruppe zwischen Raurisertal und Gasteinertal bis an die Salzach

## Gipfel
Sämtliche benannten Dreitausender der Goldberggruppe:
- Hocharn 3254 m ü. A.
- Schareck 3123 m ü. A.
- Grieswies-Schwarzkogel 3116 m ü. A.
- Hoher Sonnblick 3106 m ü. A.
- Baumbachspitze 3105 m ü. A.
- Krumlkeeskopf 3101 m ü. A.
- Roter Mann 3097 m ü. A.
- Sandkopf 3090 m ü. A.
- Arlthöhe 3084 m ü. A.
- Goldbergspitze 3073 m ü. A.
- Schneehorn 3062 m ü. A.
- Goldzechkopf 3042 m ü. A.
- Schlapperebenspitzen max. 3021 m ü. A.
- Weinflaschenkopf 3008 m ü. A.
- Ritterkopf 3006 m ü. A.
- Noespitze 3005 m ü. A.

Weitere bekannte Gipfel sind:
- Vorderer Geißlkopf 2974 m ü. A.
- Aperes Schareck 2968 m ü. A.
- Sparangerkopf 2923 m ü. A.
- Murauer Köpfe 2988 m ü. A.
- Hinterer Geißlkopf 2887 m ü. A.
- Eckkopf 2871 m ü. A.
- Stellkopf 2852 m ü. A.
- Neunerkogel 2826 m ü. A.
- Sadnig 2745 m ü. A.
- Westerfrölkekogel 2726 m ü. A.
- Stanziwurten 2707 m ü. A.
- Silberpfennig 2600 m ü. A.
- Türchlwand 2577 m ü. A.
- Kolmkarspitz 2528 m ü. A.
- Zitterauer Tisch 2462 m ü. A.
- Kramkogel 2454 m ü. A.
- Gamskogel 2436 m ü. A.
- Kirchleitenkogel 2419 m ü. A.
- Seekopf 2414 m ü. A.
- Kalkbretterkopf 2412 m ü. A.
- Tischkogel 2410 m ü. A.
- Hundskopf 2403 m ü. A.
- Ortberg 2400 m ü. A.
- Mauskarkopf 2373 m ü. A.
- Wasiger Kopf 2347 m ü. A.
- Lungkogel 2327 m ü. A.
- Bernkogel 2325 m ü. A.
- Sladinkopf 2305 m ü. A.
- Schwarzwand 2204 m ü. A.
- Jedlkopf 2175 m ü. A.
- Kar-Katzenkopf 2154 m ü. A.
- Mooseckhöhe 2129 m ü. A.
- Hirschkarspitze 2118 m ü. A.
- Tagkopf 2084 m ü. A.
- Wetterkreuz 2045 m ü. A.
- Hirschkarkogel 2003 m ü. A.
- Guggenstein 1979 m ü. A.
- Wachtberg 1931 m ü. A.
- Hahnbalzköpfl 1861 m ü. A.
- Rauchkögerl 1809 m ü. A.
- Kreuzkögerl 1805 m ü. A.

## Bergbau
Gold wurde sowohl im Raurisertal (bei Kolm-Saigurn), als auch im Gasteinertal (im Radhausbergmassiv) abgebaut, und verhalf den beiden Tälern – und auch dem Erzbistum Salzburg – seit dem Hochmittelalter zu enormem Reichtum. Erst im 19. Jahrhundert wurden die Minen wegen Unrentabilität endgültig eingestellt. Noch heute kann man aber in der Rauris und in Heiligenblut Gold waschen. Gipfel wie Goldbergspitze und Goldzechkopf erinnern an längst vergangene Zeiten des Goldabbaus in den Hohen Tauern. Daneben wurden auch Silber – wie der Silberpfennig (2600 m ü. A.) verrät – und andere Edelmetalle abgebaut, sowie Edelsteine (Aquamarin, Granat und andere) gefunden.